# 하이스트 (2001년 영화)
《하이스트》(영어: Heist)는 미국과 캐나다에서 제작된 데이비드 매밋 감독의 2001년 하이스트 범죄 드라마 영화이다. 진 해크먼 등이 출연하였고, 아트 린슨 등이 제작에 참여하였다.

## 출연
- 진 해크먼
- 대니 드비토
- 델로이 린도
- 리베카 피전
- 샘 록웰
- 리키 제이
- 패티 루폰
- 캐런 클리시

## 기타 제작진
- 공동 제작: 스콧 퍼거슨, 조젯 퍼로타, 캐스 도너번
- 배역: 에이비 코프먼
- 미술: 데이비드 와스코
- 의상: 러네이 에이프릴